# Hologymnosus
Hologymnosus is een geslacht van straalvinnige vissen uit de familie van lipvissen (Labridae).
Het geslacht is voor het eerst wetenschappelijk beschreven in 1802 door Bernard Germain de Lacépède.

## Soorten
De volgende soorten zijn bij het geslacht ingedeeld:
- Hologymnosus annulatus (Lacépède, 1801)
- Hologymnosus doliatus (Lacépède, 1801)
- Hologymnosus longipes (Günther, 1862)
- Hologymnosus rhodonotus Randall & Yamakawa, 1988